# Bói cá mỏ vàng
Syma torotoro là một loài chim trong họ Alcedinidae.